# Walkerz (computerspel uit 1995)
Walkerz is een computerspel dat werd ontwikkeld door New Entry en uitgegeven door Electric Boys Entertainment Software. Het spel kwam in 1995 uit voor de Commodore 64. Het spel is singleplayer en kan met een joystick bestuurd worden. Het spel lijkt op Lemmings en telt 30 levels van 1 scherm.

## Ontwikkelteam
- Programmeur: Michal Bacík
- Muziek: Ondrej Matejka
- Grafisch: Vladimír Kalný